# Charles Baring, I barone Howick
Charles Evelyn Baring, I barone Howick (29 settembre 1903 – 10 marzo 1973), è stato un diplomatico inglese.

## Biografia
Era l'unico figlio di Evelyn Baring, I conte di Cromer, e della sua seconda moglie, lady Katherine Thynne. Frequentò il Winchester College e il New College.

## Carriera
Entrò nell'Indian Civil Service (1926-1934). Fu segretario del agente del governo indiano in Sudafrica nel 1939. Ricoprì la carica di governatore della Rhodesia del Sud (1942-1944) e di alto commissario britannico per il Sudafrica (1944-1951) e per Basutoland e Swaziland (1944-1951).
Fu il presidente della commissione dell'Africa orientale (1952-1959) e governatore del Kenya (1952-1959).
Fu creato primo barone Howick nel 1960.

## Matrimonio
Sposò, il 24 aprile 1935, lady Mary Cecil Grey (5 maggio 1907-21 marzo 2002), figlia di Charles Grey, V conte Grey e di lady Mabel Palmer. Ebbero tre figli:
- Lady Katherine Mary Alice Baring (30 marzo 1936), sposò sir Edward Wakefield, II baronetto, ebbero tre figli;
- Charles Baring, II barone Howick (30 dicembre 1937);
- Lady Elizabeth Beatrice Baring (10 gennaio 1940), sposò Nicholas Albany Gibbs, ebbero tre figli.

## Morte
Morì il 10 marzo 1973, a 69 anni.

## Ascendenza
|                                  |                                    |                                     | Genitori                             |  |  | Nonni |  |  | Bisnonni                           |  |  | Trisnonni     |  |
|                                  |                                    |                                     |                                      |  |  |       |  |  | Francis Baring, I baronetto Baring |  |  | Johann Baring |  |
|                                  |                                    |                                     |                                      |  |  |       |  |  | Francis Baring, I baronetto Baring |  |  | Johann Baring |  |
|                                  |                                    | Elizabeth Vowler                    |                                      |  |  |       |  |  | Francis Baring, I baronetto Baring |  |  |               |  |
| Henry Baring                     |                                    |                                     |                                      |  |  |       |  |  | Francis Baring, I baronetto Baring |  |  |               |  |
|                                  |                                    | Harriet Herring                     | William Herring                      |  |  |       |  |  |                                    |  |  |               |  |
|                                  |                                    | Harriet Herring                     | William Herring                      |  |  |       |  |  |                                    |  |  |               |  |
|                                  |                                    | Harriet Herring                     | Montague Dorothy Dawson              |  |  |       |  |  |                                    |  |  |               |  |
| Evelyn Baring, I conte di Cromer |                                    | Harriet Herring                     |                                      |  |  |       |  |  |                                    |  |  |               |  |
|                                  |                                    | William Lukin Windham               | George Lukin                         |  |  |       |  |  |                                    |  |  |               |  |
|                                  |                                    | William Lukin Windham               | George Lukin                         |  |  |       |  |  |                                    |  |  |               |  |
|                                  |                                    | William Lukin Windham               | Susan Katherine Doughty              |  |  |       |  |  |                                    |  |  |               |  |
| Cecilia Anne Windham             |                                    | William Lukin Windham               |                                      |  |  |       |  |  |                                    |  |  |               |  |
|                                  |                                    | Anne Thellusson                     | Peter Thellusson                     |  |  |       |  |  |                                    |  |  |               |  |
|                                  |                                    | Anne Thellusson                     | Peter Thellusson                     |  |  |       |  |  |                                    |  |  |               |  |
|                                  |                                    | Anne Thellusson                     | Anne Woodford                        |  |  |       |  |  |                                    |  |  |               |  |
| Charles Baring, I barone Howick  |                                    | Anne Thellusson                     |                                      |  |  |       |  |  |                                    |  |  |               |  |
|                                  | Henry Thynne, III marchese di Bath | Thomas Thynne, II marchese di Bath  |                                      |  |  |       |  |  |                                    |  |  |               |  |
|                                  | Henry Thynne, III marchese di Bath | Thomas Thynne, II marchese di Bath  |                                      |  |  |       |  |  |                                    |  |  |               |  |
|                                  | Henry Thynne, III marchese di Bath | Isabella Elizabeth Byng             |                                      |  |  |       |  |  |                                    |  |  |               |  |
| John Thynne, IV marchese di Bath | Henry Thynne, III marchese di Bath |                                     |                                      |  |  |       |  |  |                                    |  |  |               |  |
|                                  |                                    | Harriet Baring                      | Alexander Baring, I barone Ashburton |  |  |       |  |  |                                    |  |  |               |  |
|                                  |                                    | Harriet Baring                      | Alexander Baring, I barone Ashburton |  |  |       |  |  |                                    |  |  |               |  |
|                                  |                                    | Harriet Baring                      | Ann Louisa Bingham                   |  |  |       |  |  |                                    |  |  |               |  |
| Katherine Thynne                 |                                    | Harriet Baring                      |                                      |  |  |       |  |  |                                    |  |  |               |  |
|                                  |                                    | Thomas Vesey, III visconte de Vesci | John Vesey, II visconte de Vesci     |  |  |       |  |  |                                    |  |  |               |  |
|                                  |                                    | Thomas Vesey, III visconte de Vesci | John Vesey, II visconte de Vesci     |  |  |       |  |  |                                    |  |  |               |  |
|                                  |                                    | Thomas Vesey, III visconte de Vesci | Frances Letitia Brownlow             |  |  |       |  |  |                                    |  |  |               |  |
| Frances Isabella Catherine Vesey |                                    | Thomas Vesey, III visconte de Vesci |                                      |  |  |       |  |  |                                    |  |  |               |  |
|                                  |                                    | Emma Herbert                        | George Herbert, XI conte di Pembroke |  |  |       |  |  |                                    |  |  |               |  |
|                                  |                                    | Emma Herbert                        | George Herbert, XI conte di Pembroke |  |  |       |  |  |                                    |  |  |               |  |
|                                  |                                    | Emma Herbert                        | Ekaterina Semënovna Voroncova        |  |  |       |  |  |                                    |  |  |               |  |
|                                  |                                    | Emma Herbert                        |                                      |  |  |       |  |  |                                    |  |  |               |  |